# 克伦堡啤酒厂
克伦堡啤酒厂是一家法國啤酒厂，成立於1664年的斯特拉斯堡。1850年啤酒厂搬迁後，就以所在地命名為克伦堡啤酒厂。克伦堡啤酒厂先後被达能的前身BSN以及Scottish & Newcastle收購。 2008年4月又被嘉士伯收購。